# Quatuor Aviv
Le Quatuor Aviv est un quatuor à cordes fondé en 1997.

## Historique
Le Quatuor Aviv, dont le nom signifie « printemps » en hébreu, est un quatuor à cordes fondé en Israël en 1997,.
L'ensemble étudie à Londres avec les membres du Quatuor Amadeus, en 1998, avant de travailler à Cologne avec le Quatuor Alban Berg entre 1998 et 2003 ainsi qu'avec Levon Chilingirian, Arnold Steinhardt et Miriam Fried.
En 1998, le Quatuor Aviv est quatuor résident au festival Kfar Blum et remporte le 2e prix du Concours international du Printemps de Prague. L'ensemble est ensuite lauréat du 1er prix du Concours international de Melbourne en 1999 puis du 2e prix du Concours international de quatuors à cordes de Bordeaux en 2003. La même année, le quatuor remporte le 1er prix du Concours Schubert de Graz, en Autriche. Depuis lors, le quatuor mène une carrière internationale.
La formation est basée à Genève,.

## Membres
Les membres de l'ensemble sont :
- premier violon : Sergey Ostrovsky, qui joue un violon Giovanni Grancino (en) de 1716[1], Anna Göckel (depuis 2023[2]) ;
- second violon : Evgenia Epshtein, Philippe Villafranca ; Brandon Garbot (depuis 2025)
- alto : Shuli Waterman (1997-2009), Nathan Braude (2009-2011), Timur Yabukiv (2011-), Noémie Bialobroda (depuis 2014) ;
- violoncelle : Iris Jortner (1997-2002), Rachel Mercer (2002-2010), Aleksandr Khramouchin (2010-2015), Daniel Mitnitsky.